# فلزنشان‌های هرماثنا
فلزنشان‌های هرماثنا (Hermathena) سرده‌ای از تیره  فلزنقشیان هستند. این سرده فقط از سه گونه تشکیل می‌گردد. لارو فلزنشان‌ها هرماثنا از آناناسیان تغذیه می‌کند.

## سرده ها
- Hermathena candidata Hewitson, 1874
- Hermathena eburna Hall & Harvey, 2005
- Hermathena oweni Schaus, 1913